# Salvador Villalba
Salvador Villalba (1924. augusztus 29. – 2021. december 26. vagy előtte) válogatott paraguayi labdarúgó, középpályás.

## Pályafutása
A Club Libertad labdarúgója volt.
1955 és 1960 között 41 alkalommal szerepelt a paraguayi válogatottban és egy gólt szerzett. Részt vett az 1958-as svédországi világbajnokságon. Tagja volt az 1959-es Copa Américán bronzérmet szerző csapatnak.

## Sikerei, díjai
Paraguay
- Copa América
  - bronzérmes: 1959, Argentína